# Bataille de Frenchman's Creek
Guerre anglo-américaine de 1812
Batailles
Batailles de la campagne du Niagara :
- Queenston Heights
- Frenchman's Creek
- Fort George (en)
- Stoney Creek
- Beaver Dams
- Black Rock (en)
- Fort Niagara (en)
- Buffalo (en)
- Port Dover (en)
- Fort Érié (1er)
- Chippawa
- Lundy's Lane
- Fort Érié (2e) (en)
- Cook's Mills

La bataille de Frenchman's Creek est un engagement entre les forces armées des États-Unis et les forces armées britanniques lors de la guerre anglo-américaine de 1812 qui se déroule le 28 novembre 1812 dans la colonie de la Couronne du Haut-Canada à proximité de la rivière Niagara.
L'opération est conçue comme un raid pour préparer le terrain à une plus grande invasion américaine. Les Américains réussissent à traverser la Niagara et à débarquer sur leurs deux sites d'attaque. Ils atteignent l'un de leurs deux objectifs avant de se retirer, mais l'invasion est ensuite annulée, rendant caduque cette première partie de l'opération. L'engagement est nommée « bataille de Frenchman's Creek » par les Canadiens, d'après l'emplacement des combats les plus durs. Pour les Américains, il est connu comme the Affair opposite Black Rock.
Le lieu de la bataille est désigné lieu historique national du Canada en 1921.

## Contexte

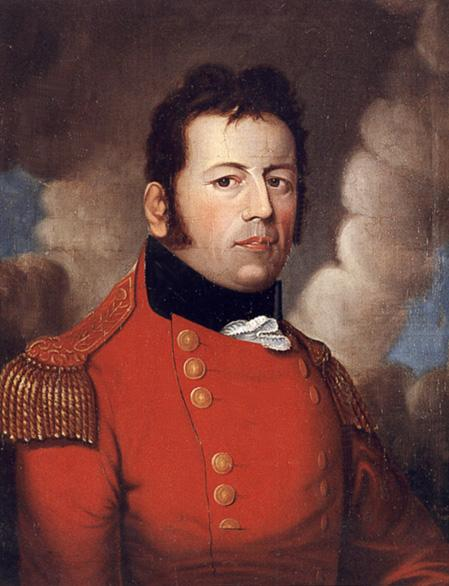
Sir George Prévost, commandant en chef britannique.

Après la défaite américaine à la bataille de Queenston Heights, le commandement de l'armée américaine du Centre à la frontière du Niagara (en) passe du major général Stephen Van Rensselaer de la milice de New York (en) à son commandant en second, le brigadier général Alexander Smyth de l'armée américaine régulière. Smyth vit profondément mal d'être subordonné à un officier de la milice et c'est l'opportunité qu'il attendait. Ce dernier prévoit immédiatement d'envahir le Canada avec 3 000 soldats. Réunissant ses forces à Buffalo, il organise une attaque en deux volets avant son invasion principale. Le capitaine William King, avec 220 hommes, doit traverser le Niagara et faire exploser les batteries à Red House, près de Fort Erie, afin de permettre à la principale force d'invasion de Smyth de débarquer sans faire face à des tirs d'artillerie. En même temps, le lieutenant-colonel Charles Boerstler, avec 200 hommes, doit débarquer au Canada entre Fort Erie et Chippawa (en) et détruire le pont sur Frenchman's Creek afin d'empêcher l'arrivée de renforts britanniques qui pourraient s'opposer au débarquement principal de Smyth.
Le commandant en chef britannique en Amérique du Nord, le lieutenant-général Sir George Prévost, a interdit toute action offensive sur la frontière du Niagara. Les forces britanniques locales sont donc contraintes à attendre que les Américains fassent le premier pas afin de contrer toute tentative d'invasion. Les troupes régulières sont réparties entre les avant-postes défensifs et complétées par des milices et des forces amérindiennes.
Dans une proclamation publiée le 10 novembre et adressée aux « Hommes de New York », Smyth écrit que « dans quelques jours, les troupes sous mon commandement planteront l'étendard américain au Canada » et il exhorte les New-yorkais à ne pas rester les bras croisés et regardez cette lutte de loin mais à venir apporter leur concours. La déclaration d'intention de Smyth ne semble avoir attiré aucune attention particulière de la part de ses adversaires de l'autre côté de la frontière.

## Forces en présence
La force d'invasion américaine est composée de deux groupes d'attaque. Le capitaine William King du 13e régiment d'infanterie américain est chargé d'attaquer « Red House » avec 150 soldats et 70 marins de l'United States Navy sous le commandement du lieutenant Samuel Angus. La force de King est composée de la compagnie du capitaine Willoughby Morgan du 12e régiment d'infanterie des États-Unis,, et des compagnies des capitaines John Sproull et John E. Wool du 13e régiment des États-Unis,,. Le lieutenant-colonel Charles Boerstler qui a pour objectif « Frenchman's Creek » dispose de 200 hommes du 14e régiment d'infanterie des États-Unis. Le colonel William H. Winder (en), commandant du 14e régiment demeure en réserve, avec 350 hommes,,.
Le commandant local britannique, le lieutenant-colonel Cecil Bisshopp, est stationné à Chippawa, avec une compagnie du 1er bataillon, du 41e régiment de fantassins, deux compagnies d'infanterie de la 5e milice de Lincoln et un petit détachement d'artillerie de la milice de Lincoln. D'autres unités de la 5e milice de Lincoln sous le commandement du Major Richard Hatt sont également postés à proximité. Dans la zone qui doit faire face à l'attaque, Bisshopp dispose de plusieurs détachements différents sous son commandement général. À Fort Erie, il y a 80 hommes du 49e régiment de fantassins (en) sous les ordres du major Ormsby et 50 hommes du Royal Newfoundland Regiment sous le commandement du capitaine Whelan. À Black Rock Ferry se trouvent deux compagnies de la milice de Norfolk sous le commandement du capitaine John Bostwick. À Red House, à 3 km de Fort Erie, sur la route de Chippawa, se trouvent 38 hommes du 49e régiment sous le commandement du lieutenant Thomas Lamont et quelques hommes du régiment royal d'artillerie sous le commandement du lieutenant King et quelques artilleurs de la milice. La batterie de Lamont est composée de deux canons : un de 18 livres et un de 24 livres ; tandis que la batterie de King dispose d'un canon de 6 livres et un de 3 livres. Plus loin, le long de la route de Chippawa, à environ 6 km de Fort Erie, se trouve le poste de Frenchman's Creek avec une garnison composée de 38 soldats du 49e régiment sous le lieutenant J. Bartley. Non loin se trouvent également 70 soldats de la compagnie d'infanterie légère du 41e régiment sous le lieutenant Angus McIntyre.

## Bataille

### L'attaque de King
Seule une partie de la force du capitaine King, dont 35 des 70 marins du lieutenant Angus, réussit à débarquer à Red House. Sous le feu des défenseurs, les Américains chargent le détachement du lieutenant Lamont du 49e régiment. Les marins, armés de piques et d'épées, avancent pour se battre au corps à corps. Les troupes de Lamont repoussent les assaillants trois fois, mais King fait un quatrième assaut qui frappe le flanc gauche britannique et qui réussit à les submerger ; capturant Lamont et tuant, prenant ou dispersant tous ses hommes. 
Les Américains victorieux mettent le feu au poste, font exploser les canons et repartent vers leur point de débarquement, où ils s'attendent à ce que leurs bateaux soient prêts pour les évacuer. Cependant, dans une obscurité sans lune, la force de King se disperse et se divise en deux groupes : l'un dirigé par King et l'autre par le lieutenant Angus. Angus arrive en premier au point d'embarquement et ne trouve que quatre des dix bateaux du groupe. Ignorant que les six bateaux manquants n'ont pas débarqué, Angus suppose que King est déjà parti, et il re-traverse la rivière dans les bateaux restants. Lorsque le groupe de King atteint le point de débarquement, il se retrouve coincé. Une recherche en aval permet de trouver deux bateaux britanniques sans surveillance dans lesquels King envoie sur le Niagara la moitié de ses hommes et les prisonniers qu'il a capturés alors qu'il attend avec ses 30 hommes restants que d'autres bateaux viennent de Buffalo le récupérer.

### L'attaque de Boerstler
Le lieutenant-colonel Boerstler embarque pour Frenchman's Creek mais quatre de ses onze bateaux trompés par l'obscurité de la nuit et des rameurs inexpérimentés sont incapables de remonter à travers le courant sont repoussés en aval près du pont de Frenchman's Creek et doivent abandonner. Néanmoins, les sept autres bateaux de Boerstler réussissent à débarquer difficilement, contré par le lieutenant Bartley et ses 37 hommes du 49e régiment. Boerstler mène l'attaque, tirant avec son pistolet sur un soldat britannique qui est sur le point de le frapper avec sa baïonnette. Les forces de Bartley dépassées en nombre se retirent, poursuivies au pont de Frenchman's Creek par les Américains, qui font deux prisonniers. Les hommes de Boerstler sont ensuite attaqués par les deux compagnies du capitaine Bostwick de la milice de Norfolk, qui ont manœuvré depuis Black Rock Ferry. Après un échange de tirs dans lequel la force de Bostwick subit 3 morts, 15 blessés et 6 capturés, les Canadiens se retirent. 
Boerstler se retrouve confronté alors à un autre problème : plusieurs des axes prévus pour la destruction du pont Frenchman's Creek passent par les quatre bateaux qui ont fait demi tour ou passent par les sept bateaux restants qui ont été abandonnés lorsque les Américains se sont frayé un chemin. Boerstler dépêche huit hommes sous le commandement du lieutenant John Waring pour détruire le pont par tous les moyens possibles. Waring a arraché environ un tiers des planches sur le pont quand les Américains apprennent d'un prisonnier que toutes les forces de Fort Erie descendent sur leur position. Boerstler embarque rapidement avec ses hommes présents et rame en direction de Buffalo, laissant derrière Waring et son groupe sur le pont.

### La réponse britannique

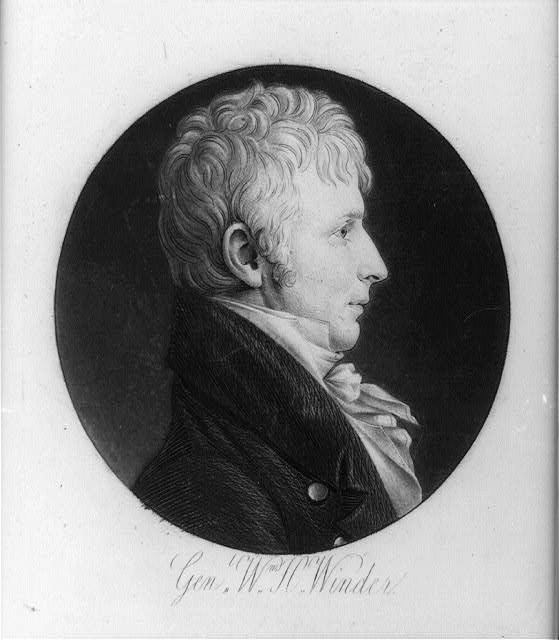
Le colonel, dont le commandement sera par la suite controversé à la.

En réponse à l'attaque, le major Ormsby s'avance depuis Fort Erie vers Frenchman's Creek avec ses 80 hommes du 49e régiment, où il est rejoint par les 70 fantassins du lieutenant McIntyre, la milice de Lincoln du Major Hatt et quelques amérindiens alliés du Major Givins. Constatant que les troupes de Boerstler sont déjà parties, et ne pouvant pas déterminer la présence d'autres ennemis dans l'obscurité, les 300 hommes d'Ormsby restent en place jusqu'au lever du jour, lorsque le lieutenant-colonel Bisshopp arrive de Fort Erie. Bisshopp conduit la force à Red House, où ils trouvent le capitaine King et ses hommes attendant toujours d'être évacués. Dépasser en nombre à dix contre un, King est contraint de se rendre.
Quand la nouvelles arrive à Buffalo que King a détruit les batteries de Red House, le général Smyth est fou de joie. « Huzza ! », il s'exclame : « Le Canada est à nous ! Le Canada est à nous ! Le Canada est à nous ! Ce sera un jour glorieux pour les États-Unis ! » et il dépêche le colonel Winder avec ses 350 hommes à travers la rivière pour évacuer King et le reste de sa force. Winder recueille le lieutenant Waring et son groupe avant de débarquer. Cependant, il n'a encore débarqué qu'une partie de ses forces quand les 300 hommes de Bisshopp apparaissent. Winder ordonne à ses hommes de retourner à leurs bateaux et de partir pour Buffalo, mais ils sont soumis à un feu sévère alors qu'ils rament, lui coûtant 28 victimes.
En détruisant les canons de la batterie de Red House, les Américains ont atteint le plus important de leurs deux objectifs : une force d'invasion peut maintenant débarquer entre Chippawa et Fort Erie sans faire face à des tirs d'artillerie. Cependant, les événements ultérieurs vont rendre cette action inutile.

## Pertes humaines
Le rapport officiel des victimes britanniques donne 15 morts, 46 blessés et 30 disparus. Comme les Britanniques le font souvent dans leurs rapports au sujet des pertes parmi les officiers, ce qu'ils ne font pas au sujet des hommes enrôlés, le Lieutenant King de l'Artillerie Royale et le Lieutenant Lamont du 49e sont inclus dans la catégorie « blessés » bien qu'ils soient prisonniers. Les Américains font 34 prisonniers, dont Lamont et King, ce qui indique que deux des hommes enrôlés qui auraient été tués ont été capturés. Cela donne une perte britannique révisée avec Lamont et King comptés parmi les prisonniers plutôt que parmi les blessés, de 13 morts, 44 blessés et 34 capturés.
Eaton indique que le commandement du capitaine King a subi 8 morts et 9 blessés ; que le détachement du colonel Winder décompte 6 morts et 22 blessés, mais que les pertes du détachement du lieutenant-colonel Boerstler sont inconnues, étant nulle part déclaré dans les archives. La New York Gazette du 15 décembre 1812 signale que des 35 marins du lieutenant Angus qui ont attaqué Red House, 28 ont été tués ou blessés, 2 ont été capturés et seulement 5 s'en sont sortis indemnes. Le capitaine King a légèrement été blessé au pied et 38 autres prisonniers ont été pris par les Britanniques. Les Britanniques rapportent que le détachement de King et Angus a laissé 12 morts derrière eux à Red House (dont quatre qui sont vraisemblablement du détachement naval d'Angus) et que 18 morts américains ont été retrouvés. Étant donné que seuls 30 prisonniers se sont rendus avec King et que le détachement de Winder ne s'est pas retrouvé sous le feu avant de réembarquer pour Buffalo, il semble que six des morts laissés sur le champ de bataille et huit des prisonniers appartiennent au commandement de Boerstler. Le bilan des victimes américaines connues (qui comprennent les tués et les prisonniers mais pas les blessés du détachement de Boerstler) semblent avoir été de 24 tuées, 55 blessées et 39 prisonniers.

## Conséquences

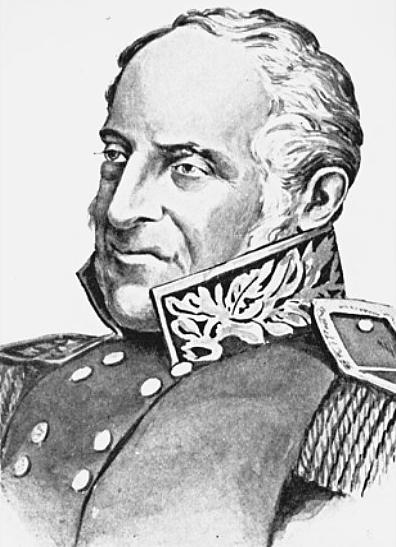
Sir.

Avec les batteries de Red House hors d'action, Smyth veut poursuivre immédiatement ses plans d'invasion. Cependant, les tentatives d'embarquer ses 3 000 hommes se terminent dans le chaos avec seulement 1 200 hommes parvenant à monter à bord en raison d'une pénurie de bateaux et de l'artillerie occupant une quantité inattendue d'espace à bord. Au milieu de pluies torrentielles et d'un froid glacial, un conseil de guerre dirigé par Smyth décide de reporter l'invasion en attendant des préparatifs plus approfondis qui permettent l'embarquement de la totalité de la force américaine d'invasion. Le 30 novembre 1812, Smyth renouvelle sa tentative, ordonnant à ses hommes de s'embarquer deux heures avant l'aube afin d'éviter les tirs ennemis. Cette fois, l'embarquement est si lent que, deux heures après les premières lumière du jour, seuls 1 500 hommes sont à bord. Plutôt que de tenter une opération amphibie en plein jour, Smyth reporte une fois de plus l'invasion. À ce moment-là, le moral des troupes de Smyth s'effondre, toute discipline a disparu et le camp est dans le chaos. Cette état de fait persuade un second conseil de guerre appelé par Smyth de suspendre toutes les opérations offensives jusqu'à ce que l'armée soit renforcée.
L'armée du Centre entre finalement dans ses quartiers d'hiver sans tenter d'autres opérations offensives et le général Smyth demande l'autorisation de rendre visite à sa famille en Virginie. Trois mois plus tard, sans que Smyth ne démissionne de sa commission ou ne comparaisse devant une cour martiale, son nom est retiré de listes de l'United States Army par le président James Madison.
Ignorant les intentions américaines, les Britanniques et les Canadiens pensent que l'action de King, Boerstler et Winder a été conçus comme la première vague d'invasion de Smyth plutôt que comme un raid préparatoire. La presse canadienne fait l'éloge de l'action des défenseurs en repoussant apparemment les Américains et Bisshopp reçoit des félicitations particulières. Dans son rapport à Prevost, le major-général Sir Roger Hale Sheaffe (en), commandant britannique dans le Haut-Canada, écrit que « le lieutenant-colonel Bisshopp mérite une haute distinction pour l'esprit et l'activité qu'il a déployés, et les officiers et les hommes qui ont agi sous ses ordres méritent un grand crédit ». Bisshopp est tué l'été suivant alors qu'il mène le raid sur Black Rock (en).